# Wappen Brandenburgs
Das Wappen Brandenburgs ist im Gesetz über die Hoheitszeichen des Landes Brandenburg vom 30. Januar 1991 geregelt und zeigt „auf einem Schild in Weiß (Silber) einen nach rechts blickenden, mit goldenen Kleestengeln auf den Flügeln gezierten und gold bewehrten roten Adler […].“ Das Wappentier wird auch Brandenburgischer, Märkischer oder Roter Adler genannt und ist auf vielen Gemeindewappen auf dem Gebiet der ehemaligen Mark Brandenburg abgebildet.

## Geschichte

### Mark Brandenburg (1157–1815)

Wappen der Mark Brandenburg

Der märkische Adler tritt erstmals in dem Standbildsiegel des Askaniers Otto I. von 1170 auf. Neben dem Adlerschild führte Otto I. wie auch sein Vater Albrecht der Bär und sein Sohn Otto II. noch Schilde mit einem Schildbeschlag, die insbesondere mehrfache Teilung zeigen. Diese Schilde waren vor allem die Kampfschilde. In den andauernden Kämpfen dieser Zeit hatten die Markgrafen für eine farbenprächtige Ausrüstung keinen Sinn. Aufgrund der Erstverwendung durch die Askanier wird der Adler auch als askanischer Adler bezeichnet.
Über die genaue Herkunft des märkischen Adlers oder zu der Frage, warum sich Otto I. für diesen Adler entschied, gibt es keine Aufzeichnungen. Einige Heraldiker, wie Theodor Ilgen und Hermann Krabbo, gehen davon aus, dass der Adler ein aus vorheraldischer Zeit stammendes und vererbliches Familiensymbol der Askanier war. Die Askanier stammen vom Osthang des Harzes, und Albrecht der Bär war vor seiner Erhebung zum Markgrafen der Graf von Ballenstedt; hier befindet sich die askanische Stammburg. In der Annahme, dass der Adler auf dem Berg mit der Stammburg horstete, böte er sich als geeignetes Familienzeichen an. Auf der benachbarten Burg Arnstein gelangte der Adler so ins Wappenbild. Eine Verwendung des Adlers als Familiensymbol vor Otto I. lässt sich nicht nachweisen.
Eine andere These vertreten Heraldiker wie Alfred Ritter Anthony von Siegenfeld und Erich Gritzner. Sie sehen die Wurzeln des märkischen Adlers, wie des späteren preußischen Adlers, in den plastischen Standartenadlern und Adlerfahnen der deutschen Könige und Kaiser. Der Hochadel im 12. Jahrhundert führte sehr häufig den Adler des Reiches als Amtswappen. Bis etwa 1180 zählten die Markgrafen, Pfalzgrafen, Grafen und Burggrafen zu den Reichsfürsten. Als Amtsfürsten und damit Vertreter des Königs führten sie den Reichsadler als Wappen und siegelten mit ihm. Einige Geschlechter wie die Grafen von Neuenahr (Linie der Are-Hochstaden), die Grafen von Savoyen und die Herzöge von Schlesien übernahmen den Reichsadler in seinen original Farben, schwarz auf gelbem Grund, als Familiensymbol. Als sich mit Beginn des 13. Jahrhunderts das Reich auflöste, zogen die Landesherren alle staatliche Gewalt an sich. Bei einigen Landesherren wechselte der Reichsadler seine Farben und wurde zum Geschlechterwappen, andere Landesherren verwendeten wieder ausschließlich ihr Familienwappen. Auch die Askanier trugen wahrscheinlich ursprünglich den schwarzen Reichsadler in Gelb. In der brandenburgischen Linie änderten sie den Adler in Rot mit gelber Wehr in weißen Feld und seit Otto IV. mit gelben Kleestengeln in den Flügeln.

### Provinz Brandenburg (1815–1933)

Großes Wappen der preußischen Provinz Brandenburg

Die preußische Provinz Brandenburg führte ein Großes, ein Mittleres und ein Kleines Wappen. Der rote Adler blieb nach den Askaniern auch unter den Wittelsbachern, Luxemburgern und Hohenzollern das Symbol und Wappenbild von Brandenburg. 1415 ging er in das Haus der Hohenzollern über. Sie waren jetzt die Herren der Mark. Das Wappen von 1817 und 1824 zeigt irrtümlich die Königskrone, wie beim Preußenadler. 1864 wird daraus der bügellose hermelinbesetzte gestulpte purpurne samtige Kurhut. Kurhut, Zepter und Schwert wurde dem Adler mit 2. April 1824 zugebilligt und die Münzen sollten mit dieser Veränderung hergestellt werden. Ab 1827 wurden die Taler so geprägt. Durch Erlass vom 11. Januar 1864 sollte das königlich-preußische Wappen von 1817 berichtigt werden und dem Adler auf der Brust zur Erinnerung an die Erzkämmerer-Würde des aufgelösten Heiligen Römischen Reiches das im kurfürstlichen und königlichen Wappen befindlich gewesene goldene Zepter im blauen Feld dem Adler als Brustschild aufgelegt werden. Die seit 1824 übliche Bewaffnung, Krönung und Belegung des Adlers ist keine neue gewesen. Schon in dem Jahr 1704 zeigten die Schildhalter in der freien Hand (also außen) haltend, rechts den preußischen und links den brandenburgischen Adler in der Standarte. Bedauerlicherweise hat sich 1824 ein Fehler eingeschlichen. Bekannt aber seit 1804, blieb er ohne Folgen. Aus Platzgründen wurden die Fahnen nach innen flatternd gedreht, wie auch im Majestätssiegel Friedrich II. und seinen Nachfolgern. Der Adler wurde zum Fahnenstock sehend gekehrt. Es ist heraldisch sein Spiegelbild. So hält er mit der Klaue das Schwert, die der Fahnenstange nahe ist. Die Außenkralle (Fang) hält das Zepter. 1804 wurden die Fahnen wieder nach außen gedreht. Der Adler sieht wieder zur Fahnenstange. Das Schwert und Zepter wurden aber getauscht und so ist er zum Linkshänder (links das Schwert) geworden. Er ist nach der Darstellung von 1704 verkehrt bewaffnet worden.
Als Konsequenz aus dem Wiener Kongress wurde 1815 die Provinz Brandenburg mit neuen Grenzen geschaffen (ohne den ältesten Bestandteil Altmark, aber neu mit dem Land Jüterbog und der Niederlausitz). Das sich hierdurch ergebende neue Kartenbild wurde – quasi als glücklicher, symbolhafter Zufall – im 19. Jahrhundert als Adler interpretiert, mit Kopf und Schnabel, zwei Schwingen, zwei Fängen und einem (etwas zu breiten) Schwanz. Die märkischen Adler und Adlerschilde in den Wappen der Städte und Gemeinden weisen nicht auf ihre geographische Lage in der Mark Brandenburg hin, sondern beziehen sich auf die Markgrafen als Stadtgründer und Stadtherren. Einige Städte führten nur den Adler oder den Adler im Schild als Siegel, siehe Wappen von Potsdam und Cölln. Um sich von den Insignien der Landesherren zu unterscheiden, setzten viele Städte die beliebte Stadtmauer mit Tor und Türmen in ihr Siegel. Der Adler, auch hier wieder im und ohne Schild, wurde in das geöffnete Stadttor gesetzt, schwebte über der Stadtmauer oder die Mauer wurde mit seinen Schild belegt, siehe die Wappen von Frankfurt (Oder), Angermünde oder Spandau. In der zweiten Hälfte des 13. Jahrhunderts kam bei verschiedenen Städten der Wunsch nach einem eigenen, allein die Stadt symbolisierenden Siegel oder Wappen auf. Typische Wappen hierfür sind die redenden Wappen. Entweder verschwand der Adler völlig aus dem Wappen, musste sich das Wappenbild mit anderen Symbolen teilen oder er lieferte sich einen mitunter mehrere Jahrhunderte dauernden „Kampf“ mit anderen Wappensymbolen oder -tieren, bevor er endgültig verdrängt wurde. Ein Beispiel für den Kampf mit einem anderen Wappentier, dem Bären, zeigen die Siegel- und Wappenbilder Berlins von 1280 bis 1935.

Kleines Wappen
Mittleres Wappen

### Land Brandenburg der DDR (1945–1952)

Wappen des Landes Brandenburg der DDR

Nach 1945 war das oben beschriebene Kartenbild des Wappenadlers durch den Verlust der Gebiete jenseits der Oder nicht mehr sinnfällig; seine Beibehaltung wäre in der DDR als Revanchismus gewertet worden. Der märkische Adler wurde auch zum Gegenstand der inoffiziellen Landeshymne Steige hoch, Du roter Adler. Die Auflösung des Staates Preußen 1945/47 und die gerade in der sowjetischen Besatzungszone sehr dezidiert betriebene politische Distanzierung von preußischen Traditionen drückten sich auch darin aus, dass die Provinz (ab 1947: das Land) Mark Brandenburg den mit dem preußischen Herrscherhaus Hohenzollern verknüpften Adler als Provinz-/Landeswappen aufgab. An seine Stelle trat durch Beschluss des Präsidiums der Provinzialverwaltung vom 24. Oktober 1945 ein Wappen, das die antifaschistisch-demokratische Aufbruchsstimmung versinnbildlichen sollte: ein Eichbaum vor einer aufgehenden Sonne sowie die Jahreszahl 1945 als Ausdruck der „Zeitenwende“. Um die Geschichte der Provinz zu würdigen, wurde aber in der (heraldisch) oberen rechten Ecke ein kleiner Wappenschild mit den blau-weiß-grünen Stadtfarben von Brandenburg platziert. Die Hintergrundfarben des Wappens waren rot-weiß-rot in Anlehnung an die 1945 neu eingeführte Provinz-/Landesflagge. Mit der faktischen Auflösung des Landes Brandenburg 1952 kam auch dieses Wappen außer Gebrauch.

### Land Brandenburg (seit 1990)

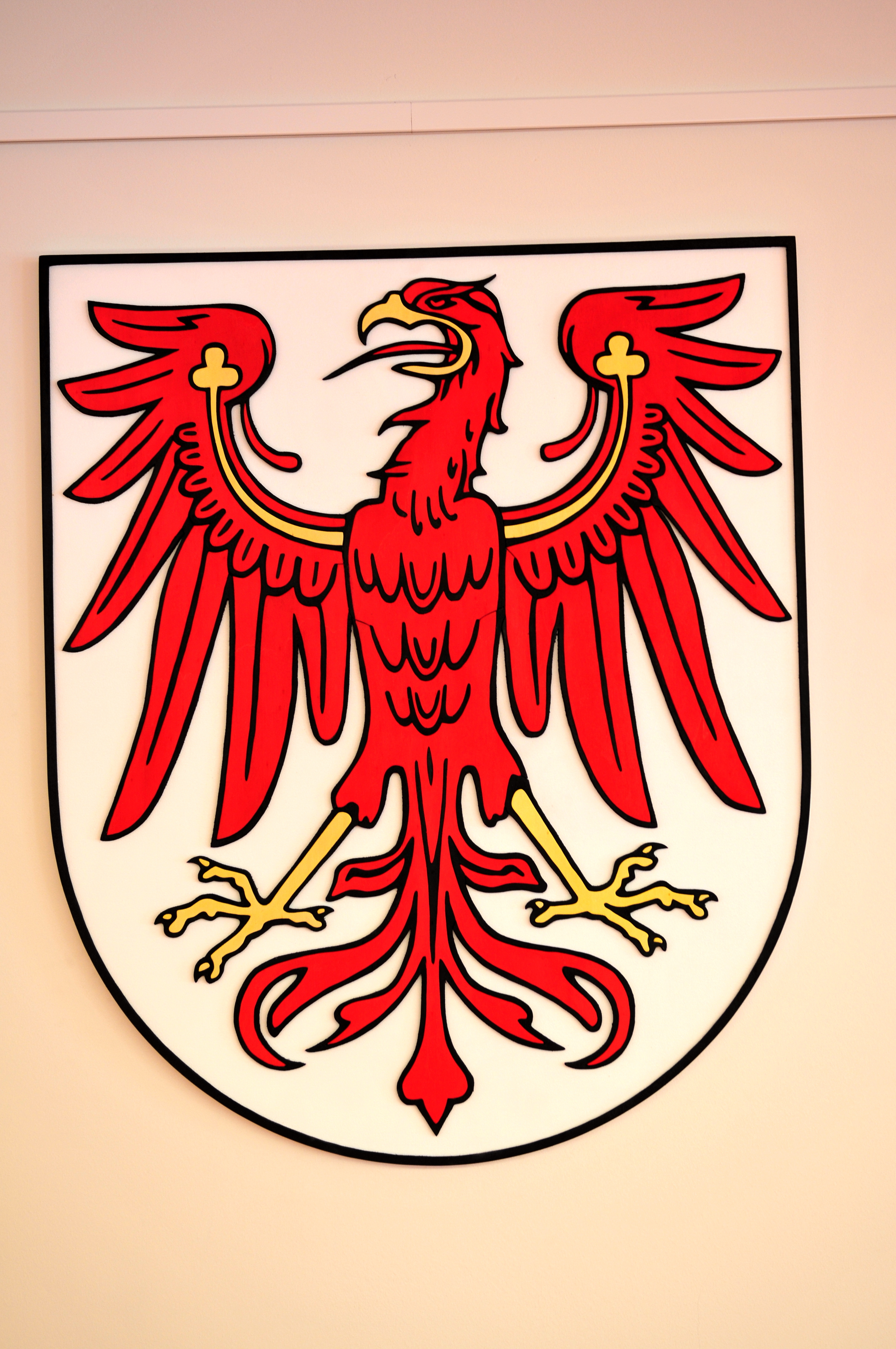
Wappen des Landes Brandenburg

Im Hoheitszeichengesetz vom 30. Januar 1991 führte das nach dem Untergang der DDR neu gegründete Land Brandenburg den roten Adler ohne die seit dem Kurfürstentum gebräuchlichen monarchischen Beizeichen (Kurhut, Szepter, Schwert, Erzkämmererstab) wieder als Landessymbol ein, womit zugleich eine Wappenform gewählt wurde, die der ursprünglichen schlichten Gestaltung aus dem 12. Jahrhundert nahekam.
Der märkische Adler zeigt sich im Wappen Brandenburgs freischwebend von vorn mit ausgebreiteten Schwingen und nach rechts blickend. Er ist in der Farbe Rot gehalten, golden bewehrt und rot gezungt. Die Fänge sind geöffnet und seine Schwingen sind je mit einem goldenen Kleestängel belegt. Der Schild des Wappens ist weiß.
In § 2 des Gesetzes über die Hoheitszeichen des Landes Brandenburg vom 30. Januar 1991 heißt es wörtlich:

„(1) Das Landeswappen zeigt auf einem Schild in Weiß (Silber) einen nach rechts blickenden, mit goldenen Kleestengeln auf den Flügeln gezierten und gold bewehrten roten Adler (Anlage 1).

(2) Die Urzeichnung des Wappens wird im Brandenburgischen Hauptstaatsarchiv aufbewahrt.“

## Verwandte Wappen
Durch die geschichtliche Entwicklung der Wappen gleichen sich die Adler in den Wappen der Gemeinden und Länder nicht alle. So ist der Adler in einigen Wappen nur zur Hälfte oder gar nur ein Körperteil von ihm zu sehen. Nicht alle Adler tragen Kleestängel auf den Schwingen, dafür haben einige Zierelemente auf der Brust. Einige halten weitere Wappenelemente in den Fängen, andere sind schwarz oder rot bewehrt.
Varianten des Roten Adlers sind auf den Wappen des Landes Mecklenburg-Vorpommern, des Landkreises Uckermark und der Stadt Potsdam abgebildet. Eine Liste mit allen Wappen, die den märkischen Adler im Schild führen, findet sich unter: Liste der Wappen mit dem märkischen Adler.

Land Mecklenburg-Vorpommern
Landkreis Uckermark
Stadt Potsdam